# Stokke
Stokke – norweskie miasto i gmina leżąca w regionie Vestfold.
Stokke jest 376. norweską gminą pod względem powierzchni.

## Demografia
Według danych z roku 2005 gminę zamieszkuje 10 014 osób, gęstość zaludnienia wynosi 84,84 os./km². Pod względem zaludnienia Stokke zajmuje 103. miejsce wśród norweskich gmin.
| ludność stan na 1 stycznia 2005 |         |           |        |
|                                 | kobiety | mężczyźni | razem  |
| osób                            | 5010    | 5004      | 10 014 |
| %                               | 50,03%  | 49,97%    | 100%   |

| wykształcenie stan na 1 października 2004 |        |         |        |        |
|                                           | podst. | średnie | wyższe | niezn. |
| osób                                      | 1367   | 4673    | 1545   | 171    |
| %                                         | 17,63% | 60,25%  | 19,92% | 2,2%   |

## Edukacja
Według danych z 1 października 2004:
- liczba szkół podstawowych (norw. grunnskolar): 7
- liczba uczniów szkół podst.: 1487

## Władze gminy
Według danych na rok 2011 administratorem gminy (norw. rådmann) jest Lars Joakim Tveit, natomiast burmistrzem (norw. ordfører, d. borgermester) jest Nils Ingar Aabol.